# Cimetière du Sud (Nancy)
Pour les articles homonymes, voir Cimetière du Sud.
Le cimetière du Sud est un des deux cimetières de la ville de Nancy avec le cimetière de Préville.
On y trouve notamment les tombes d'Émile Coué (1857-1926), de la famille Daum, et de Marcel Picot (1893-1967).

## Description
Le cimetière du Sud est situé entre le boulevard Barthou, l'avenue Paul-Doumer, le quai de la Bataille et la route de Mirecourt. Certaines sépultures sont du style école de Nancy.
La plus grande partie du terrain est située sur la commune de Vandœuvre-lès-Nancy. Depuis 2014 cette ville en utilise une section pour son propre usage, qu'elle gère de façon indépendante de la partie nancéienne, sous le nom de cimetière Barthou.
Il existe désormais des carrés pour les défunts de religion musulmane.

## Galerie

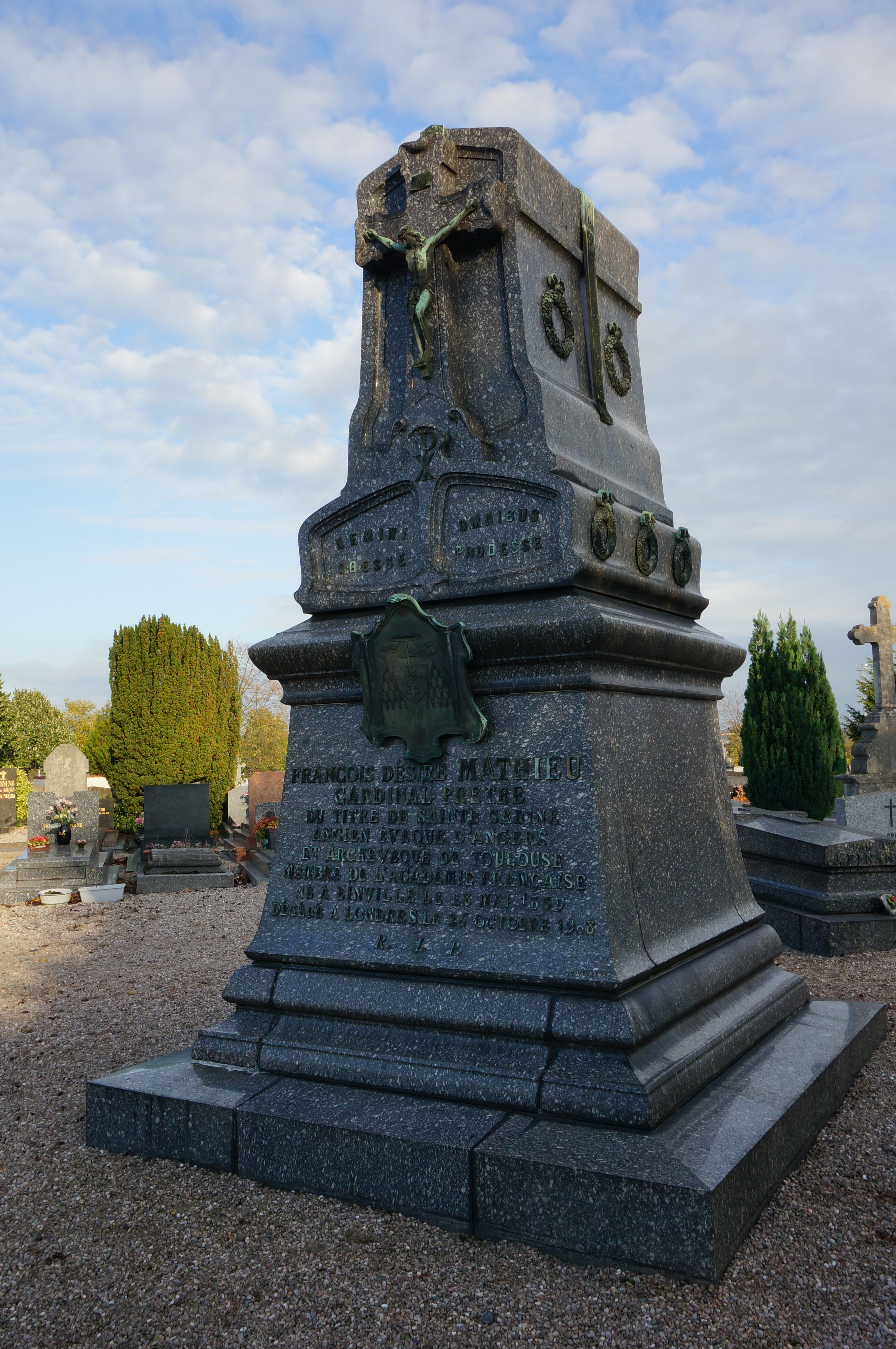
Cardinal Mathieu
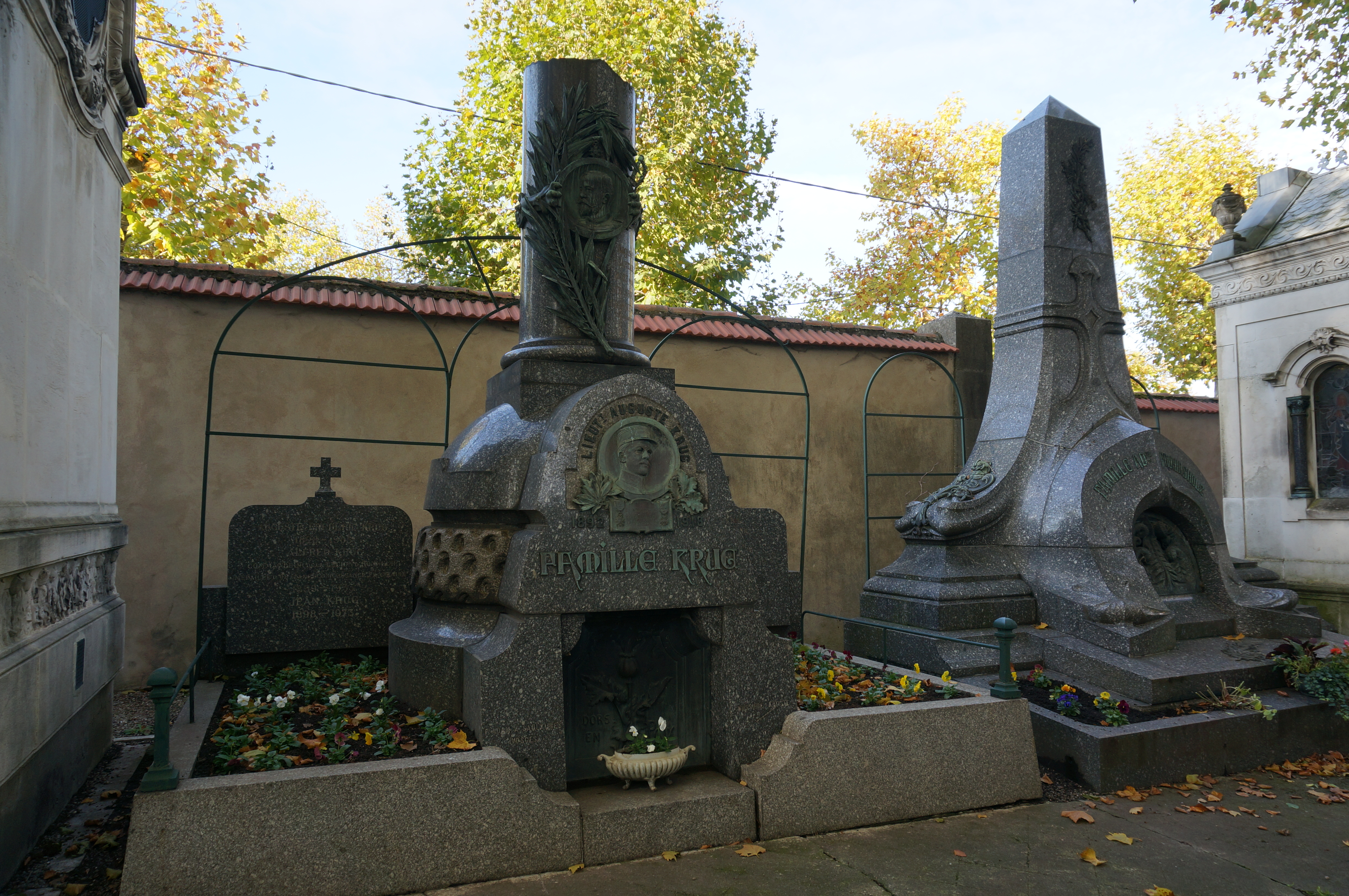
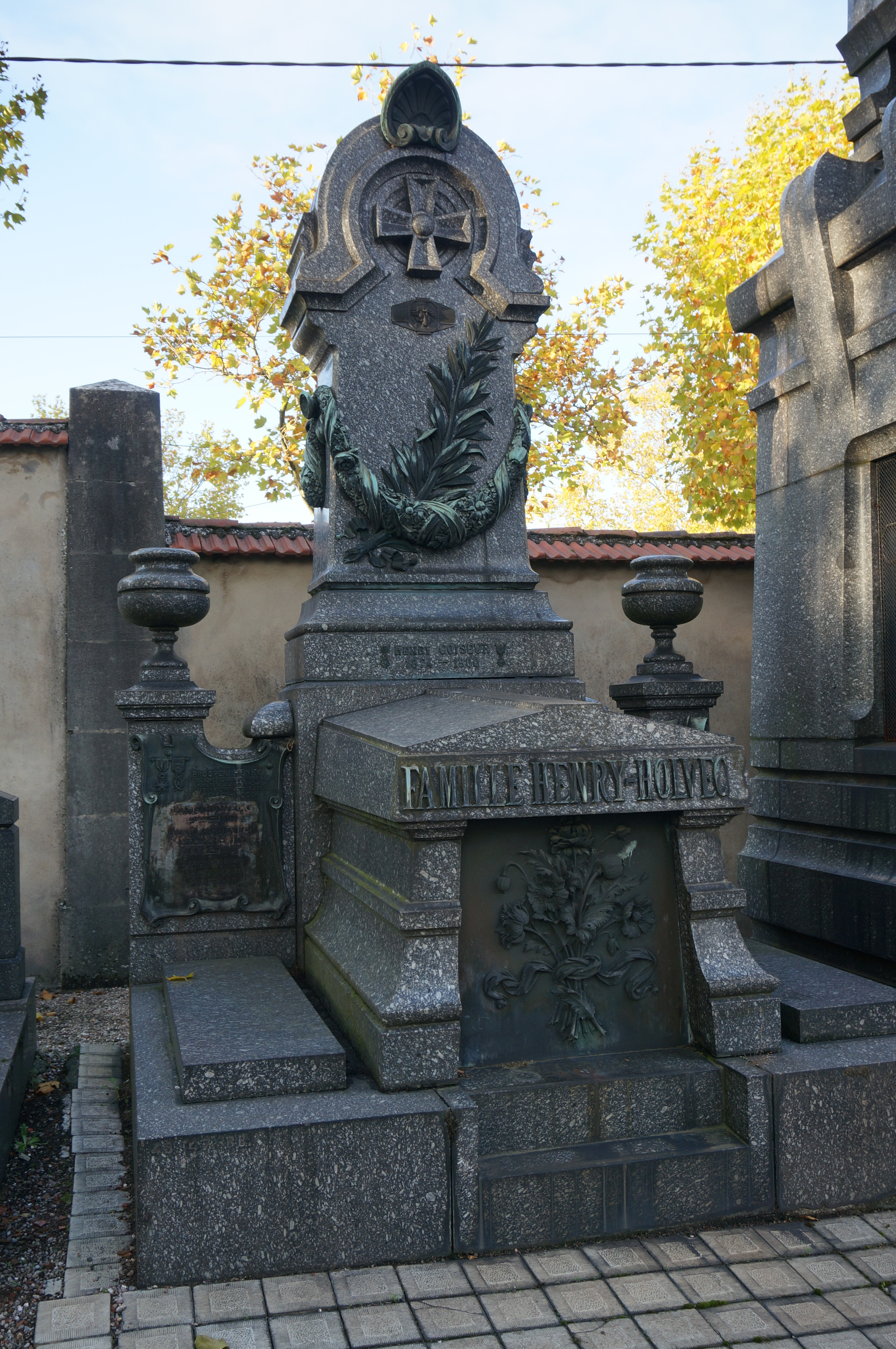
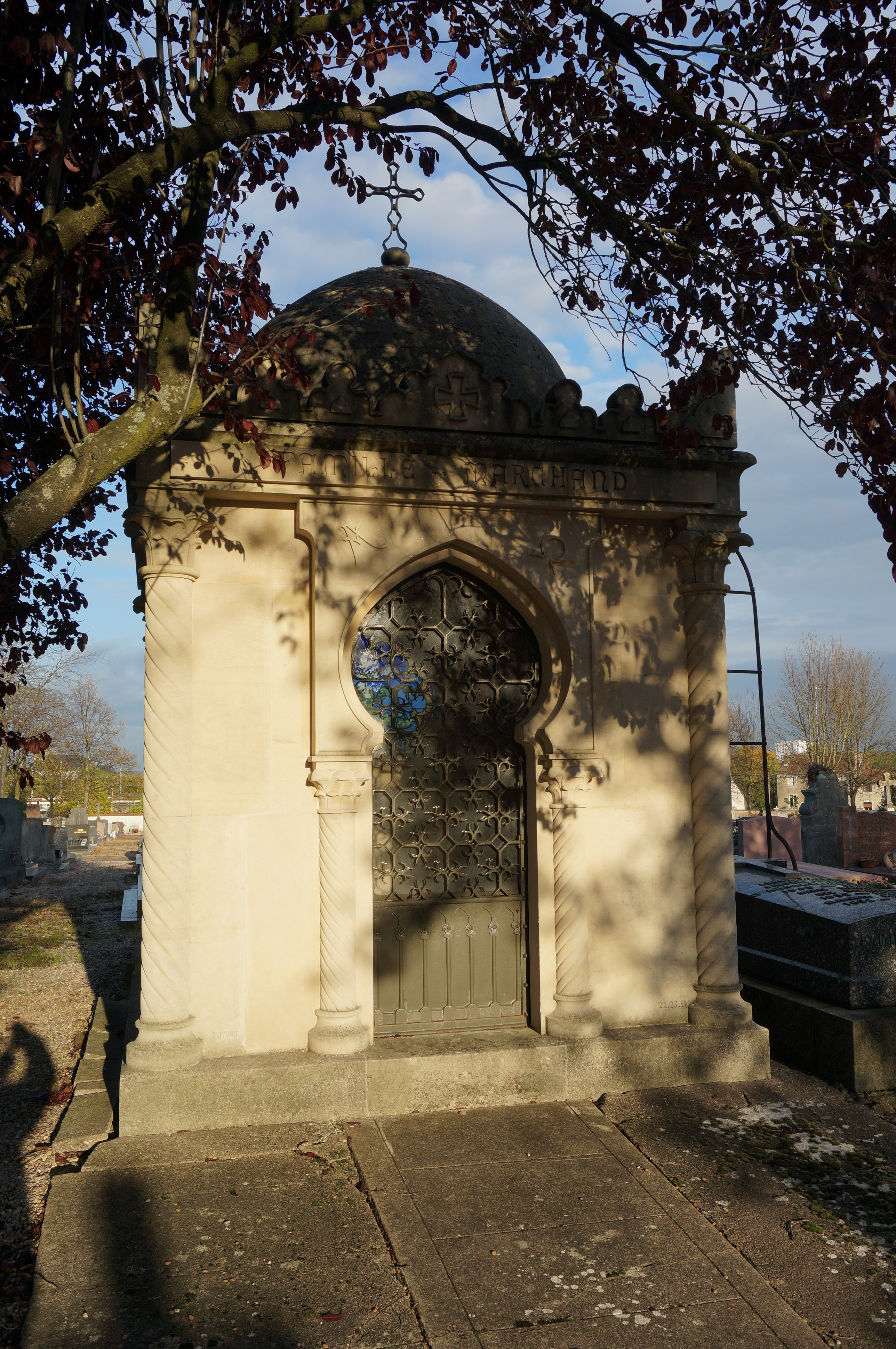
Marchand.
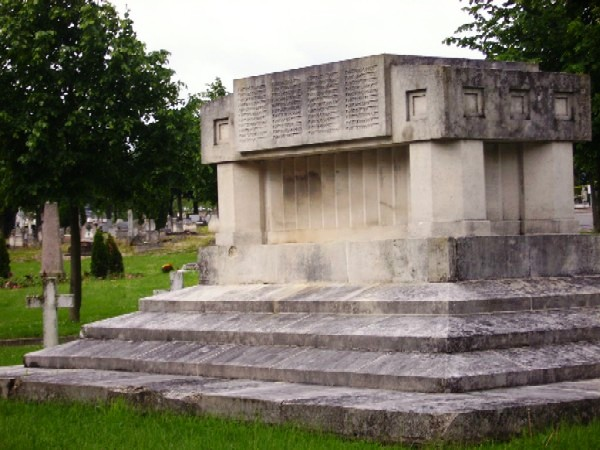
Monument aux civils tués en 1914-1918.
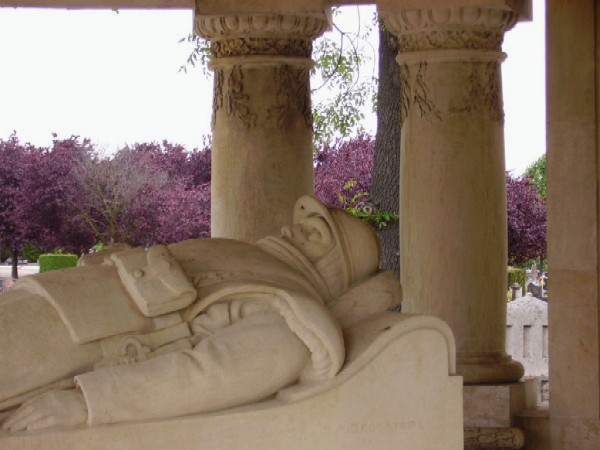